# Élections fédérales australiennes de 1919
Les élections fédérales australiennes de 1919 ont eu lieu le 13 décembre 1919, afin de renouveler les 75 sièges de la Chambre des représentants et 19 des 36 sièges au Sénat. Le Parti Nationaliste a gagné sa réélection, avec Billy Hugues restant dans ses fonctions de premier ministre. 